# Funhalouro
Funhalouro es un distrito y el nombre de su capital situado en la provincia de Inhambane, en Mozambique. 
Limita al noreste con el distrito de Inhassoro, al este con Massinga, Morrumbene y Homoíne, al sur con Panda, al oeste con Chigubo de la provincia de Gaza, y al noroeste y al norte con Mabote.
Tiene una superficie de 15.678 km² y según el censo de 2007 una población de 37.925 habitantes, lo cual arroja una densidad de 2,4 habitantes/km². Se ha presentado un aumento de 25,1% con respecto a los 30.321 habitantes registrados en 1997. 

## División administrativa
Este distrito formado por seis localidades, se divide en dos puestos administrativos (posto administrativo), con la siguiente población censada en 2005:
- Fuñalouro, sede, 23 365 (Mucuine, Mañisa, Mavuve y Cupo).
- Tomé, 11 636 (Tsenane).